# Limnophila austroalpina
Limnophila austroalpina là một loài ruồi trong họ Limoniidae. Chúng phân bố ở miền Australasia.